# Caroline Pross
Caroline Pross (* 19. Juli 1971; † 15. April 2011) war eine deutsche Germanistin.

## Werdegang
Pross studierte Neuere deutsche Literaturwissenschaft, Hispanistik und Geschichte in München und Madrid. Von 1996 an war sie wissenschaftliche Mitarbeiterin am Institut für Deutsche Philologie der Universität München (LMU). Von 2003 bis 2009 war sie Mitarbeiterin der Historisch-kritischen Ausgabe der Sämtlichen Werke und Briefe Clemens Brentanos am Freien Deutschen Hochstift in Frankfurt am Main. Nach ihrer Habilitation im Jahr 2009 war sie Privatdozentin für Neuere deutsche Literaturwissenschaft an der Universität St. Gallen. Im Oktober 2010 übernahm sie eine Lehrstuhlvertretung am Institut für Deutsche Philologie der LMU.
Eines ihrer Forschungsgebiete war die Hörbuch-Forschung. Das Themenheft „Literatur und Hörbuch“ der Zeitschrift text + kritik ist ihr gewidmet.

## Veröffentlichungen
- Falschnamenmünzer. Zur Figuration von Autorschaft und Textualität im Bildfeld der Ökonomie bei Jean Paul. Lang, Frankfurt am Main u. a. 1997, ISBN 978-3-631-31179-0 (Magisterarbeit, LMU 1995/96).
- Kunstfeste. Drama, Politik und Öffentlichkeit in der Romantik. Freiburg im Breisgau, Rombach 2001, ISBN 978-3-7930-9300-8 (Dissertation, LMU 2000).
- Dekadenz. Studien zu einer großen Erzählung der frühen Moderne. Wallstein, Göttingen 2013, ISBN 978-3-8353-1201-2 (Habilitationsschrift, St. Gallen 2009).